# 大花云南冠唇花
大花云南冠唇花（学名：Microtoena delavayi var. grandiflora）为唇形科冠唇花属下的一个变种。

## 扩展阅读
- 維基物種上的相關：大花云南冠唇花